# Михайло Мінський

Михайло Мінський виступає у Торонто. (фото з 1954 р.)

Миха́йло Мі́нський (ім'я при народженні Спірін Михайло Григорович, англ. Michael Minsky; * 12 серпня 1918, Багаєво, Казанська губернія, Росія — † 9 жовтня 1988, Зволле, Нідерланди) — український та російський концертно-камерний і оперний співак-баритон.
За свою довгу кар'єру був солістом багатьох еміґраційних хорів українців та росіян, зокрема був солістом українського Хору «Трембіта» Кирила Цепенди (1945—1946), української Капели бандуристів імені Тараса Шевченка Григорія Китастого (1946—1978), російського Хору донських козаків Сержа Жарова (1964—1979), російського «Слов'янського хору Зволле» Михайла Мінського (1978—1982), російського Хору «Уральських Козаків» Гааги (1982—1984), російського Хору «Уральських козаків» в Німеччині (1984—1988) та російського «Хору козаків» в Рейсвейку (1988).

## Життєпис

### Російський період
Михайло Мінський рано почав захоплюватися музикою і співом та грати на баяні. З 1935 року навчався на Робітничому факультеті, потім студіював геологію в Казанському університеті — і одночасно вчився співу у вокальному відділенні технікуму. У 1941 році він став членом Академічного хору, де його помітила М. В. Владімірова, запропонувавши йому навчатися у Консерваторії ім. П. І. Чайковського. Проте ці плани розвіяла II Світова війна. Мінського забрали до Червоної армії й згодом, перебуваючи з окупаційною Червоною армією в Україні, він потрапив у полон до німців.

### Український та німецький періоди
Як військовополонений, Мінський опинився на українських землях, де й захопився українською народною піснею та музикою. Коли Мінський працював на примусових роботах біля кордону України з Угорщиною, виявилося, що його господар є співаком Хору донських козаків Платова й саме від нього Мінський дізнався про російський Хор донських козаків Сержа Жарова у Парижі, до якого Мінський потрапить згодом у 1964 році.
Після війни Мінський з 1945 по 1948 роки перебував у різних таборах для біженців у Німеччині, де співав у хорі «Трембіта» під керівництвом Кирила Цепенди. З 1946 року став членом і солістом Капели бандуристів ім. Тараса Шевченка під керівництвом Григорія Китастого, що у той час базувався у Німеччині.

### Американський період
У 1949 році Мінського разом з Капелою бандуристів запросили до США. Того ж року його було прийнято у Білому домі. Михайло залишився у Нью-Йорку і отримав стипендію на навчання. Мінський також брав активну участь в культурному житті української спільноти: дав чимало індивідуальних концертів та брав участь у всіх концертах та концертних турне Капели бандуристів у США та Канаді. Його перша платівка побачила світ у 1950 році. У період з 1950 до 1962 року він випустив ще 20 довгограючих платівок разом з відомими композиторами з української діаспори: Миколою Фоменком, Ігорем Соневицьким, Володимиром Грудиним, професором Ж. Б. Рудницьким, В.Гавриленком та Степаном Ганушевським. Він також продовжував виступати як соліст Капели бандуристів Григорія Китастого, працюючи разом з І.Задорожним, В.Божиком та Г.Китастим. У 1958 році Мінський здійснив турне Канадою, США та Європою разом з квінтетом Бандуристів.
21 лютого 1953 року Михайло отримав американське громадянство та змінив прізвище зі Спіріна на Мінського. Окрім співання українських та російських народних пісень у США Мінський почав приділяти неабияку увагу вокальним студіям, що дозволило йому згодом здобути славу оперного співака. Спочатку Мінський навчався в Нью-Йорку та Новому Орлеані, а згодом також у Римі та Лондоні. Його оперний дебют відбувся у 1953 році в Карнегі-Холі в м. Нью-Йорк. Михайло концертував та грав ролі в операх «Трубадур», «Аїда» та «Паяци» в театрах Італії, Німеччини, Швейцарії, Англії, Франції, Голландії, Бельгії, Канади та США.

### Період російських козацьких хорів
У 60-ті роки Мінський все більше часу проводив у Європі. На початку 60-х років він співав у російському хорі Чорноморських козаків Сєрґєя Ґорбєнка в Гамбурзі, а також виступав як гість у російських Хорах «Родіна» та «Дача» в Гамбурзі. У 1964 році у Люцерні Мінський приєднався до Козацького хору Жарова, у якому співав до 1979 року.
У 1972 році, а потім знову у 1984 році Мінський здійснив успішні концертні турне Австралією, організовані Союзом українських організацій Австралії. Під час турне Мінського у Австралії пройшли 10 його самостійних концертів у великих центрах українського поселення у таких містах як Сідней, Мельбурн, Аделаїда, Брізбейн, Перт та Джілонґ.
Пізніше у 1970-их Михайло Мінський випустив серію довгограючих платівок українських пісень у співпраці з Віденським симфонічним оркестром, а також з сучасними українськими композиторами Миколою Фоменком, Ігорем Соневицьким та Андрієм Гнатишиним.

### Нідерландський період
В 1978 році Мінський остаточно переїхав до Зволле, Нідерландів. У Зволле він організував аматорський колектив «Слов'янський хор Зволле». Після успішних виступів хору М.Мінського запросили як диригента до Гаазького хору «Уральських Козаків» (1982—1984). Він встиг також попрацювати у хорі «Уральських козаків» в Німеччині (1984—1988) та «Хорі козаків» в Рейсвейку (передмістя Гааги).
У 1988 році Михайло Мінський отримав нагороду від мера Зволле за прославлення міста. Останній рік життя Мінський присвятив підготовчим заходам до святкування тисячолітнього ювілею Хрещення Київської Русі в Нідерландах. Святкування цієї події відбулося в м. Зволле 30 вересня 1988 року у присутності високих духовних чинів та Її Високості Королеви Нідерландів Беатрікс.
За 9 днів Михайло Мінський помер.

## Дискографія
До дискографії Мінського відносятця наступні прижиттєві платівки (велика кількість з яких була записана у 1960-70-их на українській діаспорній нью-йоркській студії Arka Ukrainian Records), та найважливіші посмертні видання
Прижиттєві платівки
1. Засумуй трембіто / Zasumuj Trembito (1951)
2. Вставай народе / Wstawaj Narode (19??)
3. Я сьогодні щось дуже сумую / Ja siohodni szczos duze sumuju (19??)
4. Повій вітре / Powiy Witre (???)
5. Забудь мене / Zabud mene (1955)
6. Маєва нічка / May's night (1974)
7. Чорний ліс / Black forest (1975)
8. І ти воскреснеш, Україно / You shall rise, Ukraine! (1977)
9. Богиня степова / Goddess of the Steppe (197?)
10. Струни серця / Strings of heart (197?)
11. Пісні з України. Білої землі на Днєпрі / Lieder Der Ukraine. Weites Land am Djepr (Michael Minsky Und Das Original Balalaika-Orchester «Domra» (197?)[8]

Посмертні платівки
1. З Росії з любов'ю / From Russia with Love (2002)
2. Пісні Донського козака / Songs of Don Cossack (2004)
3. Український хор бандуристів / Ukrainian Bandurist Chorus (Michael Minsky et al., Brilliant Classics, 2009)[9]
4. Мої мрії / My Dreams (2012)
5. Гетьмани з України / Hetmans of Ukraine (2012)
6. Весняні сни / Spring's Dreams (2012)